# Cruithnes

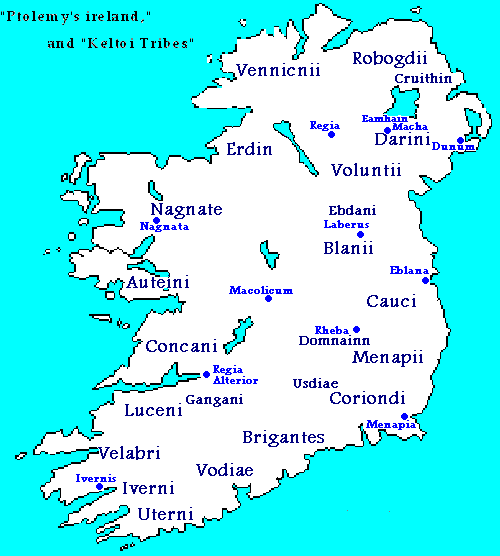
Répartition des ethnies en Irlande. Les Cruithnes vivent au Nord-Est.

Les Cruithnes (en anglais : Cruthin, irlandais : Cruithne) sont un ancien peuple qui a vécu sur un territoire couvrant les actuels comtés d'Irlande du Nord de Down, Londonderry et Antrim, au haut Moyen Âge.
Ils ont pour ancêtre éponyme le roi mythologique Cruithne mac Cinge fondateur du royaume de Pictes.

## Articles liés
- L'astéroïde (3753) Cruithne, quasi-satellite de la Terre, a été nommé en leur honneur.